# هنکلو
هنکلو (به انگلیسی: Hankelow) یک روستا و محله مدنی در بریتانیا است که در چشر شرقی واقع شده‌است. هنکلو ۲۶۱ نفر جمعیت دارد.